# Litoria umarensis
Espèce
Statut de conservation UICN

 DD  : Données insuffisantes
Litoria umarensis est une espèce d'amphibiens de la famille des Pelodryadidae.

## Répartition
Cette espèce est endémique de Nouvelle-Guinée occidentale en Indonésie. Elle se rencontre dans la baie d'Umar dans la péninsule Wandammen entre 5 et 10 m d'altitude,.

## Description
Litoria umarensis mesure de 26 à 30 mm pour les mâles, la seule femelle connue à la date de la publication originale mesurait 33 mm. Son dos est vert et sa face ventrale crème.

## Étymologie
Son nom d'espèce, composé de umar et du suffixe latin -ensis, « qui vit dans, qui habite », lui a été donné en référence au lieu de sa découverte, la baie d'Umar.

## Publication originale
- Günther, 2004 : A new species of treefrog of the genus Litoria (Anura,Hylidae) from Biak Island off northwest New Guinea. Zoologische Abhandlungen, Museum für Tierkunde Dresden, vol. 54, no 1, p. 163-175 (texte intégral).